# Valle del Malleco
Valle del Malleco es una denominación de origen para vinos y otros productos vinícolas procedentes de la subregión vitícola homónima que se ajusten a los requisitos establecidos por el Decreto de Agricultura n.º 464 de 14 de diciembre de 1994, que establece la zonificación vitícola del país y fija las normas para su utilización como denominaciones de origen.
La subregión Valle del Malleco se encuadra dentro de la región vitícola del Sur y abarca por entero las comunas de Angol, Collipulli, Ercilla, Los Sauces, Lumaco, Purén, Renaico, Traiguén y Victoria, situadas en la Región de la Araucanía. Dentro de la subregión Valle del Malleco se distingue sólo el área de Traiguén, cuyo territorio corresponde a la comuna Traiguén. 
De acuerdo al Catastro Vitícola Nacional del año 2013, las viñas plantadas correspondientes a la provincia de Malleco de la región de la Araucanía sólo hay registro de las comunas de Traiguén y Victoria que aportan con 11,9 ha declaradas.
Al ser una de las subregiones vitícolas más frías de Chile, las variedades más cultivadas son Pinot Noir, Chardonnay y Gewürtztraminer.